# Hunteria congolana
Hunteria congolana creix, ja sigui com un arbust o com un arbre de fins a 20 m d'alçada, amb un diàmetre de tronc de fins a 30 cm. Les seves flors tenen uns pètals blancs o grocs, convertint-se de color rosa quan es troba en la gemma. El fruit és de color groc a taronja brillant. L'hàbitat on creix és al bosc primari de 500 a 1.700 m d'altitud. Els usos medicinals locals inclouen contra la febre, diarrea i com a antihelmíntic.  H. congolana s'ha utilitzat per a enverinar sagetes. La planta és originària de la República Democràtica del Congo i Kenya.